# Crematogaster affabilis
Crematogaster affabilis är en myrart som beskrevs av Auguste-Henri Forel 1907. Crematogaster affabilis ingår i släktet Crematogaster och familjen myror. Inga underarter finns listade i Catalogue of Life.